# 森肇志
森 肇志（もり ただし、1970年 - ）は、日本の国際法学者。愛知県出身。東京大学法学部卒業。現在、東京大学大学院法学政治学研究科教授。

## 略歴
- 1988年 - 筑波大学附属駒場高校卒業
- 1992年 - 東京大学法学部卒業
- 1996年 - ジョージタウン大学ローセンター修士課程修了
- 1997年 - 東京大学大学院法学政治学研究科博士課程中退
- 1997年 - 東京大学社会科学研究所助手
- 2000年 - 東京都立大学法学部助教授
- 2008年 - 首都大学東京大学院社会科学研究科教授
- 2009年 - 東京大学大学院法学政治学研究科博士号取得（法学博士）
- 2010年 - 東京大学大学院法学政治学研究科准教授
- 2011年 - 東京大学大学院法学政治学研究科教授

## 著作
- 『自衛権の基層』（東京大学出版会、2009年）

## 受賞
- 第47回安達峰一郎記念賞（2009年度、「自衛権の基層」[2]）
- 第7回日本学術振興会賞（2010年度、「国際法上の自衛権概念の歴史的展開」[1]）

## 近年の大学外での主要な活動・社会貢献
- 国際法学会研究企画委員会幹事（2012年～）
- 日本国際法協会英文年鑑（Japanese Yearbook of International Law）編集総務（2006年～）